# Christoph Friedrich von Pfleiderer

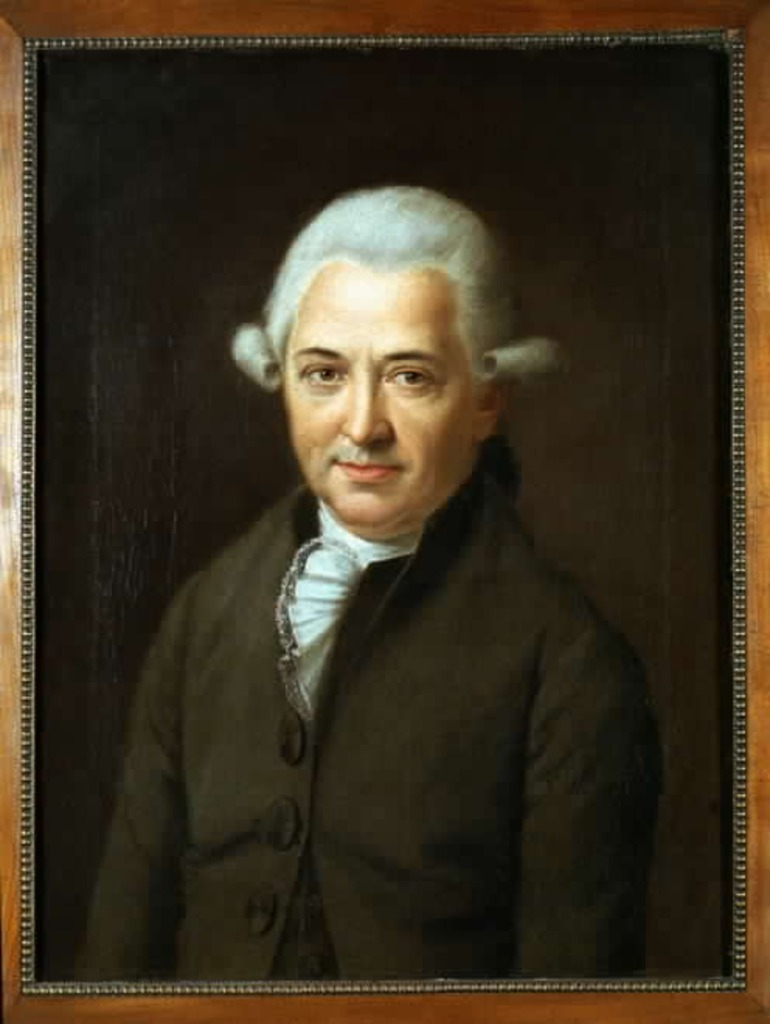
Christoph Friedrich von Pfleiderer

Christoph Friedrich Pfleiderer, ab 1808 von Pfleiderer, (* 20. Oktober 1736 in Kirchheim unter Teck, Württemberg; † 17. September 1821 in Tübingen) war ein deutscher Mathematiker.

## Leben und Wirken
Christoph Friedrich Pfleiderer wurde am 20. Oktober 1736 in Kirchheim unter Teck als Sohn des Amtschirurgen Johann Christoph Pfleiderer (1693–1789) und seiner Ehefrau Justina Regina geb. Greiner (1705–1789) geboren. Sein Geburtshaus (heute: Max-Eyth-Straße 20) ist erhalten geblieben. Nach dem Besuch der Lateinschule in Kirchheim/T. und der evangelischen Seminare in Blaubeuren und Bebenhausen wurde er 1755 in das Evangelische Stift Tübingen aufgenommen. Neben dem Theologiestudium widmete er sich den Gebieten Mathematik, Physik und Astronomie. 1757 promovierte er unter Johann Kies in Tübingen mit einer astronomischen Abhandlung. Anschließend war er als Vikar in Laichingen und Frickenhausen sowie als Hauslehrer tätig.
Nach einer etwa dreijährigen Tätigkeit als wissenschaftlicher Sekretär des Mathematikers Georges-Louis Le Sage in Genf wurde er 1766 auf dessen Empfehlung hin Professor für Mathematik und Physik an der Militär-Akademie in Warschau (Akademie des Kadettenkorps bzw. Ritterschule) und war ebenfalls Mitglied der Kommission zur Prüfung und Abfassung von Schulbüchern im Königreich Polen, wo er auch als ein Förderer des Mathematikers Simon L’Huilier auftrat, mit dem ihn später auch eine Freundschaft verband. Im Jahr 1781 wurde Pfleiderer als Professor für Mathematik und Physik an die Eberhard-Karls-Universität Tübingen als Nachfolger seines Lehrers Johann Kies berufen.
Sein bedeutendster Schüler war Johann Gottlieb Friedrich von Bohnenberger. Weitere prominente Hörer seiner Vorlesungen waren etwa die Brüder Wilhelm A. Diesterweg und Adolf Diesterweg oder der spätere Buchhändler und Verleger Johann Friedrich Cotta. Lehrveranstaltungen bei ihm besuchten aber auch Georg Wilhelm Friedrich Hegel, Friedrich Hölderlin und Friedrich Wilhelm Schelling.

## Privatleben

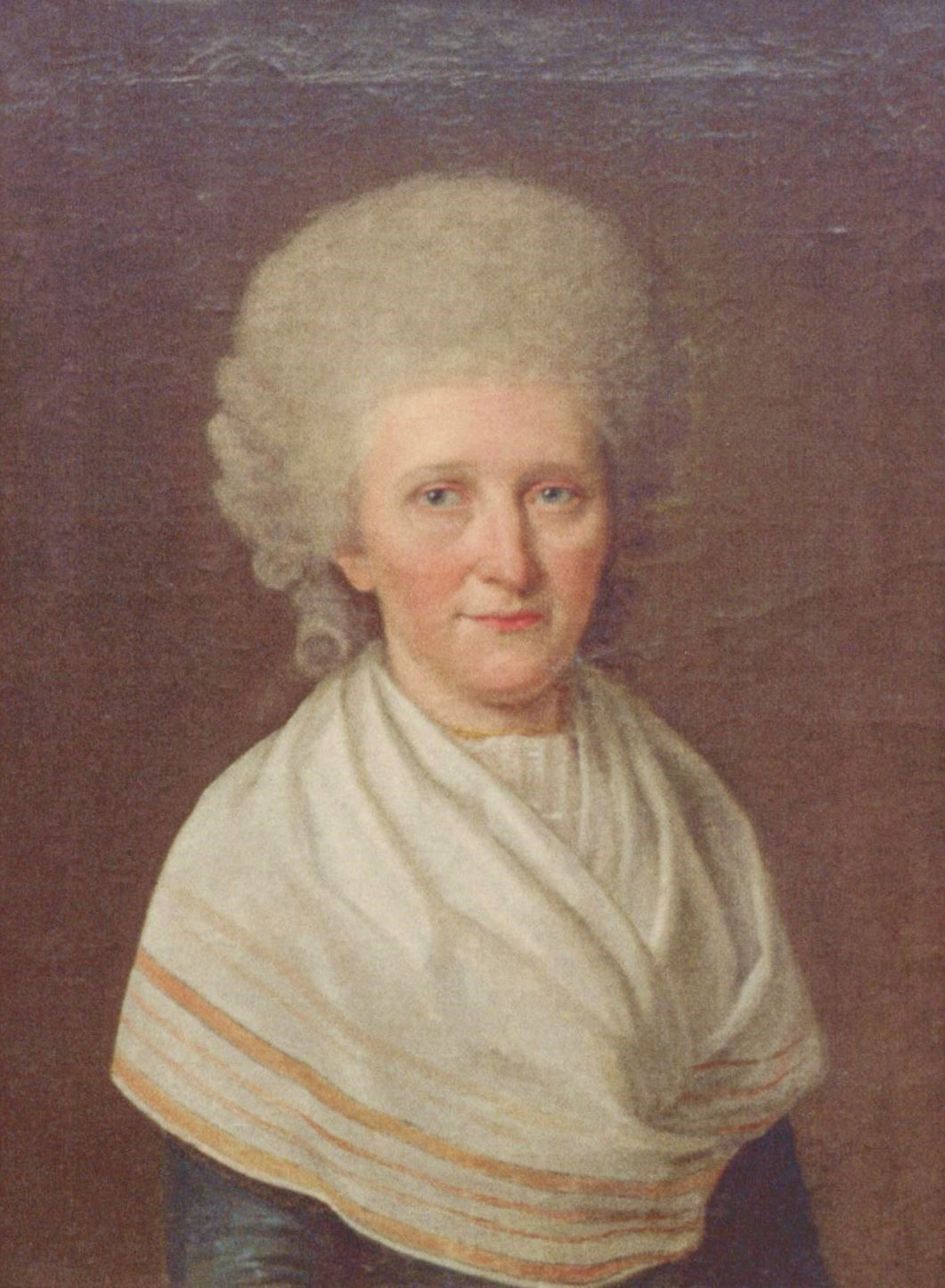
Johanna Friederike von Pfleiderer, geb. Gaum

Pfleiderer heiratete 1782 in Tübingen Johanna Friederike Gaum (1756–1822). Mit ihr hatte er eine Tochter, Christiane Luise Pfleiderer (* 23. Januar 1796 in Tübingen; † 28. Oktober 1868 in Enzklösterle). Sie heiratete den Pfarrer Georg Heinrich Gmelin (1796–1850).
Besonders bekannt wurde Pfleiderer durch seine Privatbibliothek, welche schließlich in den Bestand der Universitätsbibliothek Tübingen überging. Sie enthält Werke aus dem 16. bis 18. Jahrhundert über Mathematik, Physik, Astronomie und Technik.
Er war Mitglied der Kurfürstlich Brandenburgischen Sozietät der Wissenschaften sowie der Bayerischen Akademie der Wissenschaften. Mit der Verleihung des Ritterkreuzes des Zivilverdienstordens wurde er 1808 zugleich in den württembergischen Adelsstand erhoben.

## Werke
- Deduction der Euclidischen Definitionen 3, 4, 5, 7 des V. Buchs der Elemente. In: Archiv der reinen und angewandten Mathematik, Bd. 2, Heft 7 (1797), S. 257–287 u. Heft 8 (1798), S. 440–447.
- Ueber die Lambertische Aufgabe: die Lage der acht Punkte A, B, C, D, E, F, G H (Fig. 1) mittelst der an den vier Stände E, F, G, H gemessenen Winkel, welche die aus ihnen nach A, B, C, D gezogene gerade Linie einschliessen, zu bestimmen... In: Archiv der reinen und angewandten Mathematik, Bd. 3, Heft 10 (1799), S. 190–203.
- Ausführliche Behandlung einer wichtigen Aufgabe aus der practischen Geometrie. In: Archiv der reinen und angewandten Mathematik, Bd. 3, Heft 10 (1800), S. 318–340.

- Ebene Trigonometrie. Mit Anwendungen und Beyträgen zur Geschichte derselben, Cotta, Tübingen 1802.
- Physik. Naturlehre nach Klügel. Nachschrift einer Tübinger Vorlesung von 1804 (Hrsg. von Paul Ziche), Frommann-Holzboog, Stuttgart 1994 (Spekulation und Erfahrung, Abt. 1 Texte, Band 6), ISBN 3-7728-1607-X.
- Scholien zu Euclid’s Elementen. Fünf Teile. Hrsg. von Theodor Plieninger. Metzler, Stuttgart 1826–1827.